# 莫伊塞斯·邵黄
莫伊塞斯·邵黄（西班牙語：Moisés Sio Wong，中文名邵正和，1938年—2010年2月11日），古巴华裔军人，陆军上将，曾任劳尔·卡斯特罗秘书。他是与阿尔曼多·蔡·罗德里格斯和古斯塔沃·崔·贝尔特兰并列的三位华裔革命将军之一。

## 生平
莫伊塞斯·邵黄于1938年出生在古巴马坦萨斯省的小镇圣佩德罗·德·马亚蓬。他的父亲原籍中国广东增城，1895年移民古巴，全家靠开杂货铺谋生。1957年7月，邵黄加入了菲德尔·卡斯特罗领导的反对富尔亨西奥·巴蒂斯塔独裁政权的起义军。1959年古巴革命胜利之后，他参与组建军事警察工作。1961年猪湾事件中，他作为第七步兵旅旅长参加了战斗。后来，他在古巴防空军事部门工作。他还在古巴对安哥拉的军事援助中担任后勤部长，1976年提拔为将军。2010年2月11日下午因病医治无效去世，年72岁。